# Carlo Bigatto
Carlo Bigatto (Balzola, Provincia de Alessandria, Italia, 29 de agosto de 1895-Turín, Provincia de Turín, Italia, 16 de septiembre de 1942) fue un futbolista y director técnico italiano. Se desempeñaba en la posición de centrocampista.

## Selección nacional
Fue internacional con la selección de fútbol de Italia en 5 ocasiones. Debutó el 22 de marzo de 1925, en un encuentro amistoso ante la selección de Francia que finalizó con marcador de 7-0 a favor de los italianos.

## Clubes

### Como futbolista
| Club           | País   | Año       |
| -------------- | ------ | --------- |
| Piemonte F. C. | Italia | 1910-1913 |
| Juventus F. C. | Italia | 1913-1931 |

### Como entrenador
| Club           | País   | Año       |
| -------------- | ------ | --------- |
| Juventus F. C. | Italia | 1934-1935 |

## Palmarés

### Campeonatos nacionales

#### Como futbolista
| Título  | Club           | País   | Año     |
| ------- | -------------- | ------ | ------- |
| Serie A | Juventus F. C. | Italia | 1925-26 |
| Serie A | Juventus F. C. | Italia | 1930-31 |

#### Como entrenador
| Título  | Equipo         | País   | Año     |
| ------- | -------------- | ------ | ------- |
| Serie A | Juventus F. C. | Italia | 1934-35 |